# Carnaval de Sesimbra
O Carnaval de Sesimbra é um dos mais importantes carnavais portugueses. Distingue-se na celebração dos festejos contando com a participação de 6 Escolas de Samba e 2 grupos recreativos.
Atualmente o Carnaval de Sesimbra é organizado pela Câmara Municipal de Sesimbra.

## A Celebração do Carnaval
Meses antes do Carnaval, a azáfama nas sedes das Escolas de Samba e Grupos  começa a mobilizar os participantes. Os ensaios sucedem-se, ouve-se o som dos tambores e pandeiros, praticam-se as coreografias e os enredos. Sesimbra vive o Carnaval de forma intensa. Não só pelos milhares de visitantes que se deslocam ao concelho para assistir aos desfiles, mas também porque toda a comunidade está empenhada em fazer desta altura do ano um momento-chave no calendário dos grandes eventos nacionais. As cinco escolas de samba e os dois grupos são associações locais que trabalham, voluntariamente, para mostrar a alegria e o brilho contagiantes, próprios desta época festiva. Este é um Carnaval verdadeiramente popular, que espelha a força de vontade das associações.

## Escolas de samba

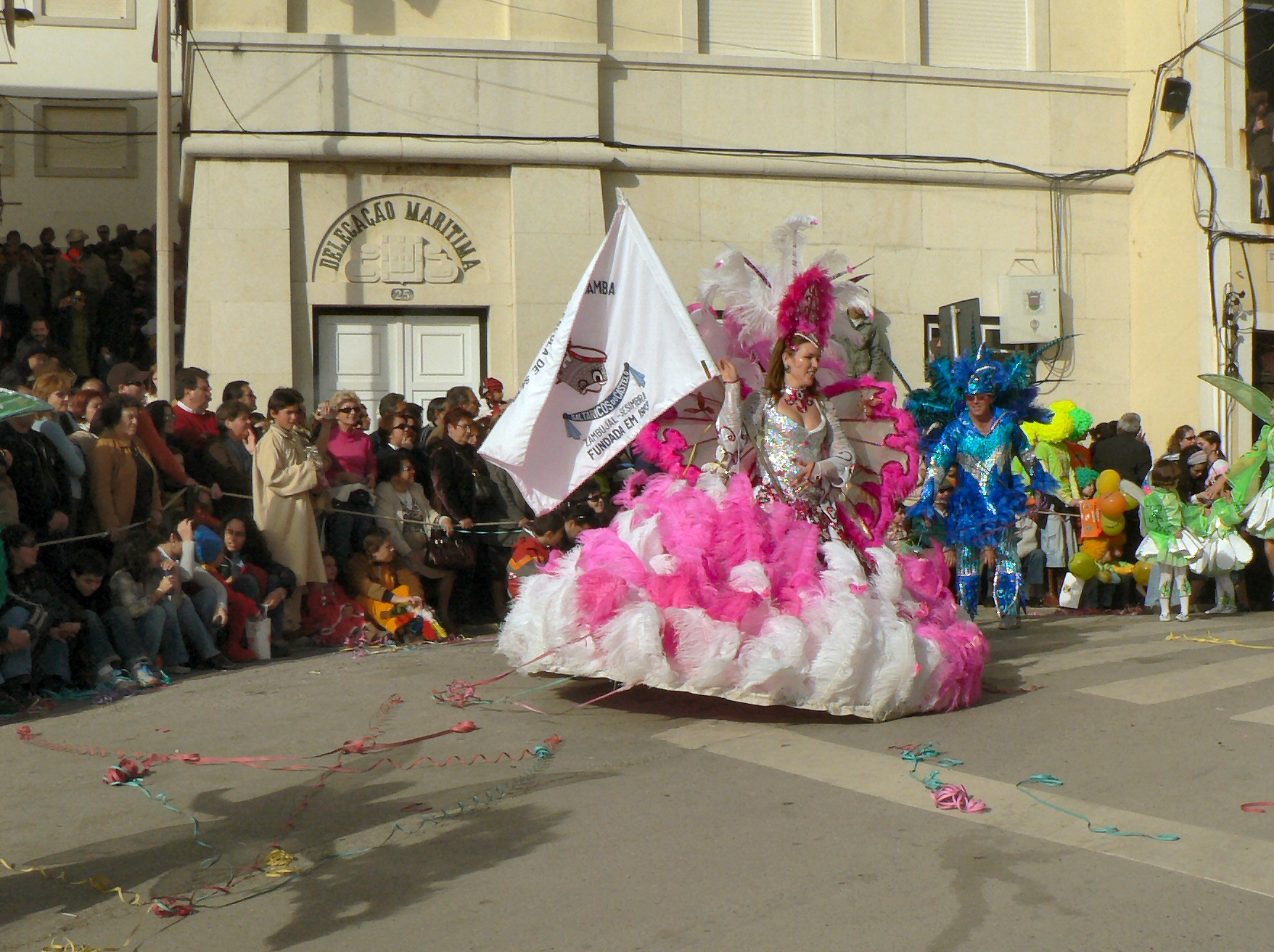
Saltaricos do Castelo

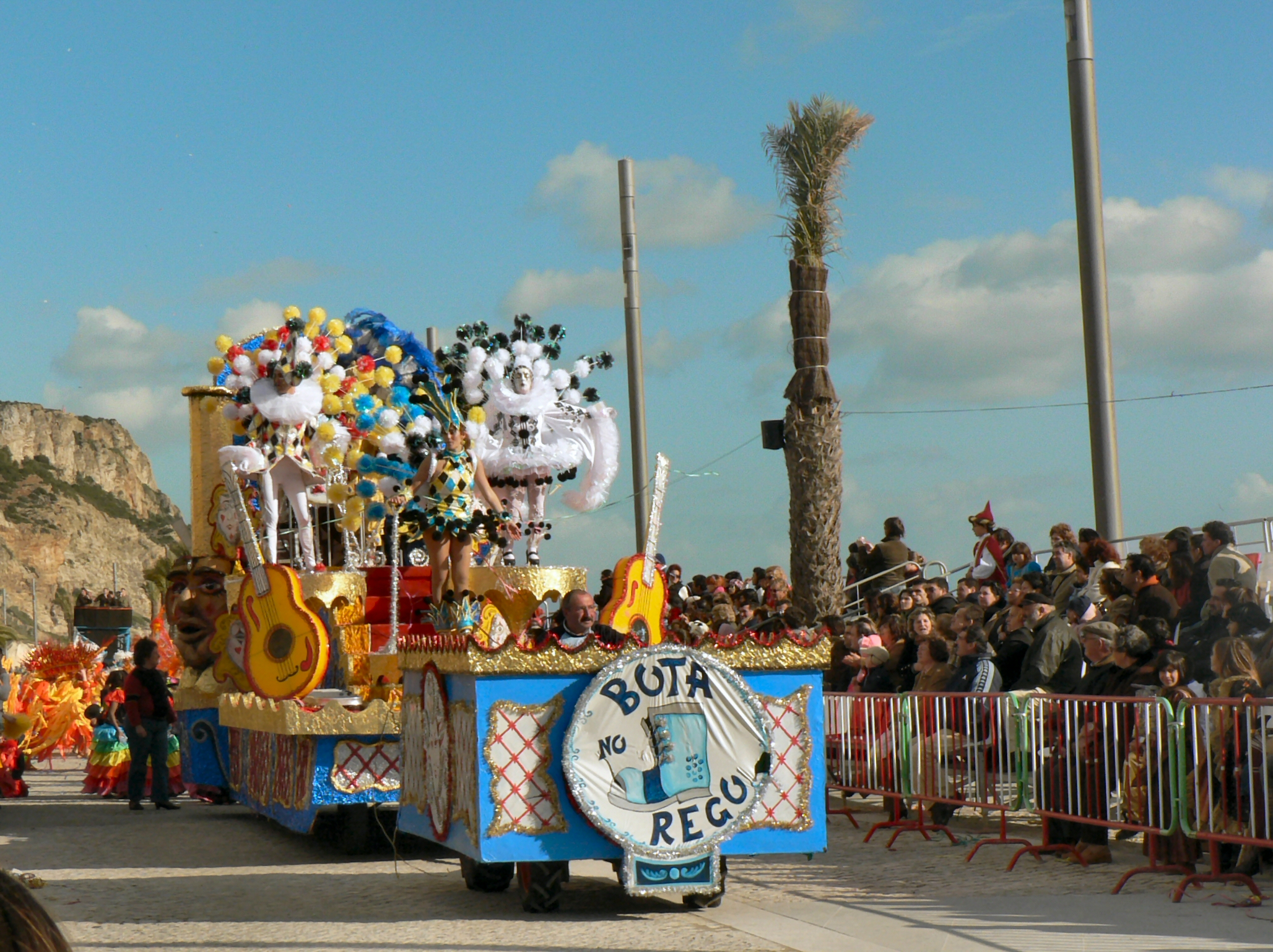
Bota no Rego

- GRES Bota
- GRES Trepa no Coqueiro
- ACRUTZ-ES Saltaricos do Castelo
- GRES Dá Que Falar
- GRES Batuque do Conde
- GRES Unidos da Vila Zimbra

## Grupos recreativos
- Associação Recreativa Bigodes de Rato
- Tripa Cagueira